# Gekko romblon
Gekko romblon är en ödleart som beskrevs av  Walter Creighton Brown och Angel Alcala 1978. Gekko romblon ingår i släktet Gekko och familjen geckoödlor. IUCN kategoriserar arten globalt som livskraftig. Inga underarter finns listade i Catalogue of Life.
Arten förekommer endemiskt på dom filippinska öarna Romblon Tablas och Sibuyan, där dom lever på låg höjd.